# 蒂宾根
48°31′12″N 09°03′20″E / 48.52000°N 9.05556°E
图宾根，本地發音：[ˈtyːbɪŋən] ⓘ，又譯图宾根、杜賓根，是德国巴登-符腾堡州的城市，蒂宾根行政区和蒂宾根县的首府，同时也是一座大学城，全市9萬多名市民當中，有28700名大学生（2022/2023年冬季学期）。蒂宾根是全德所有城市人口年龄层中最年轻的（巴登-巴登则是人口年龄层最老的），在1995年德國新聞週刊《焦點》的全德最佳生活品質城市排名中也位列第一。

## 地理
圖賓根位于内卡河河谷中，在斯图加特以南约40公里，施瓦本山开始于其东南大约20公里处。阿默河在圖賓根匯入內卡河。

## 城市区划
蒂賓根分為23個區（德語：Stadtteile），13個核心區和10個外圍區：

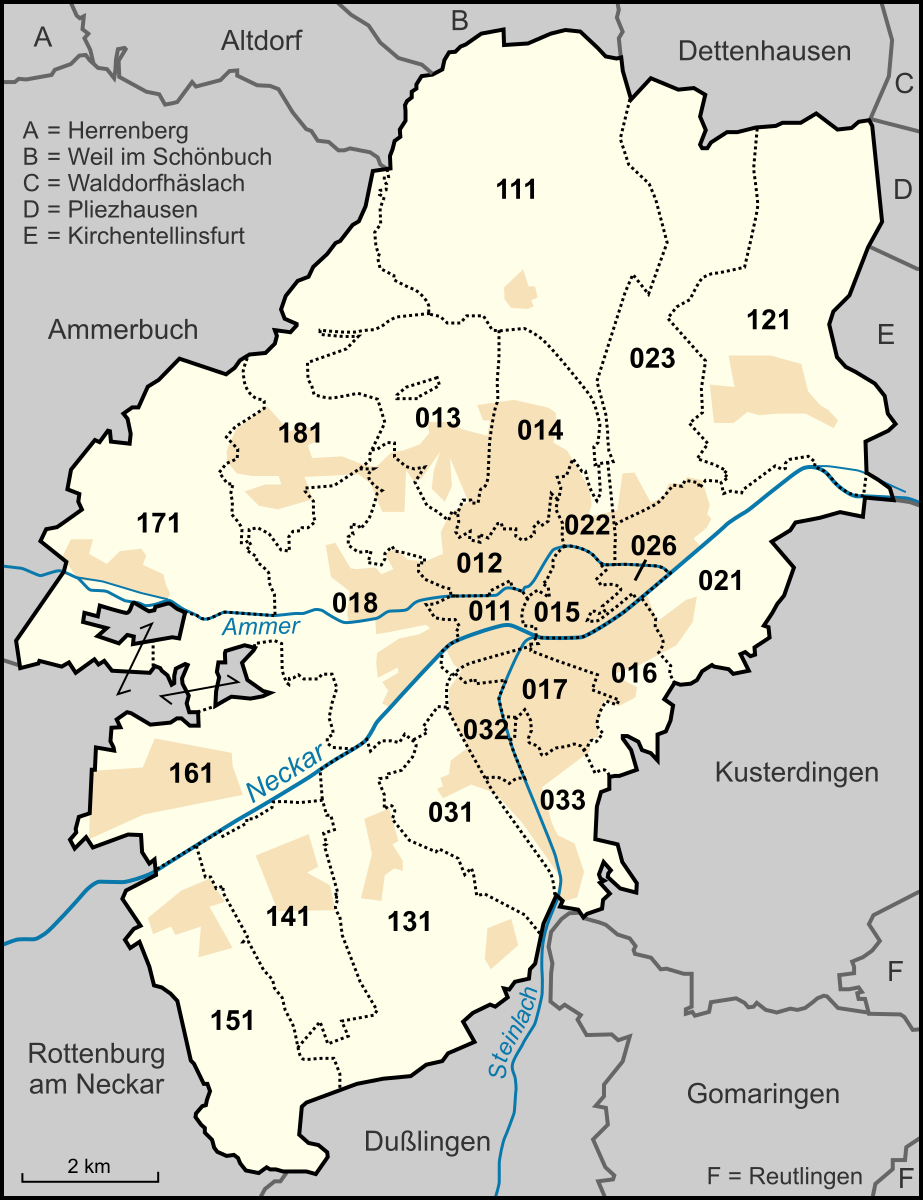
圖賓根行政區劃（數字對應表格中的編號）

| 編號與名稱                          | 人口   |
| ----------------------------------- | ------ |
| 011 中央區（Zentrum）               | 6,314  |
| 012 大學區（Universität）           | 7,989  |
| 013 瓦訥（Wanne）                   | 5,249  |
| 014 Schönblick/Winkelwiese          | 3,448  |
| 014 Waldhäuser Ost                  | 4,331  |
| 014 Studentendorf WHO               | 1,767  |
| 015 Österberg                       | 1,451  |
| 015 Gartenstraße                    | 995    |
| 016 Au/Unterer Wert                 | 1,215  |
| 016 法國區（Französisches Viertel） | 2,349  |
| 017 南城（Südstadt）                | 10,245 |
| 018 西城（Weststadt）               | 8,515  |
| 02 盧斯瑙（Lustnau）                | 10,373 |
| 021 Zentrum                         | 3,096  |
| 021 Herrlesberg/Stäudach            | 1,985  |
| 021 Alte Weberei                    | 714    |
| 022 Denzenberg                      | 1,897  |
| 022 Sand                            | 479    |
| 023 Neuhalde                        | 1,223  |
| 026 Aeule                           | 979    |

| 編號與名稱                  | 人口  |
| --------------------------- | ----- |
| 03 代倫丁根（Derendingen）  | 6.982 |
| 031 Zentrum                 | 1.842 |
| 032 Feuerhägle              | 3.764 |
| 032 Mühlenviertel           | 671   |
| 033 Gartenstadt             | 705   |
| 111 貝本豪森（Bebenhausen） | 326   |
| 121 普豐多夫（Pfrondorf）   | 3.316 |
| 131 魏爾海姆（Weilheim）    | 1.431 |
| 141 基爾希貝格（Kilchberg） | 1.235 |
| 151 比爾（Bühl）            | 2.112 |
| 161 希尔绍（Hirschau）      | 3.304 |
| 171 Unterjesingen           | 2.559 |
| 181 Hagelloch               | 1.669 |

## 历史

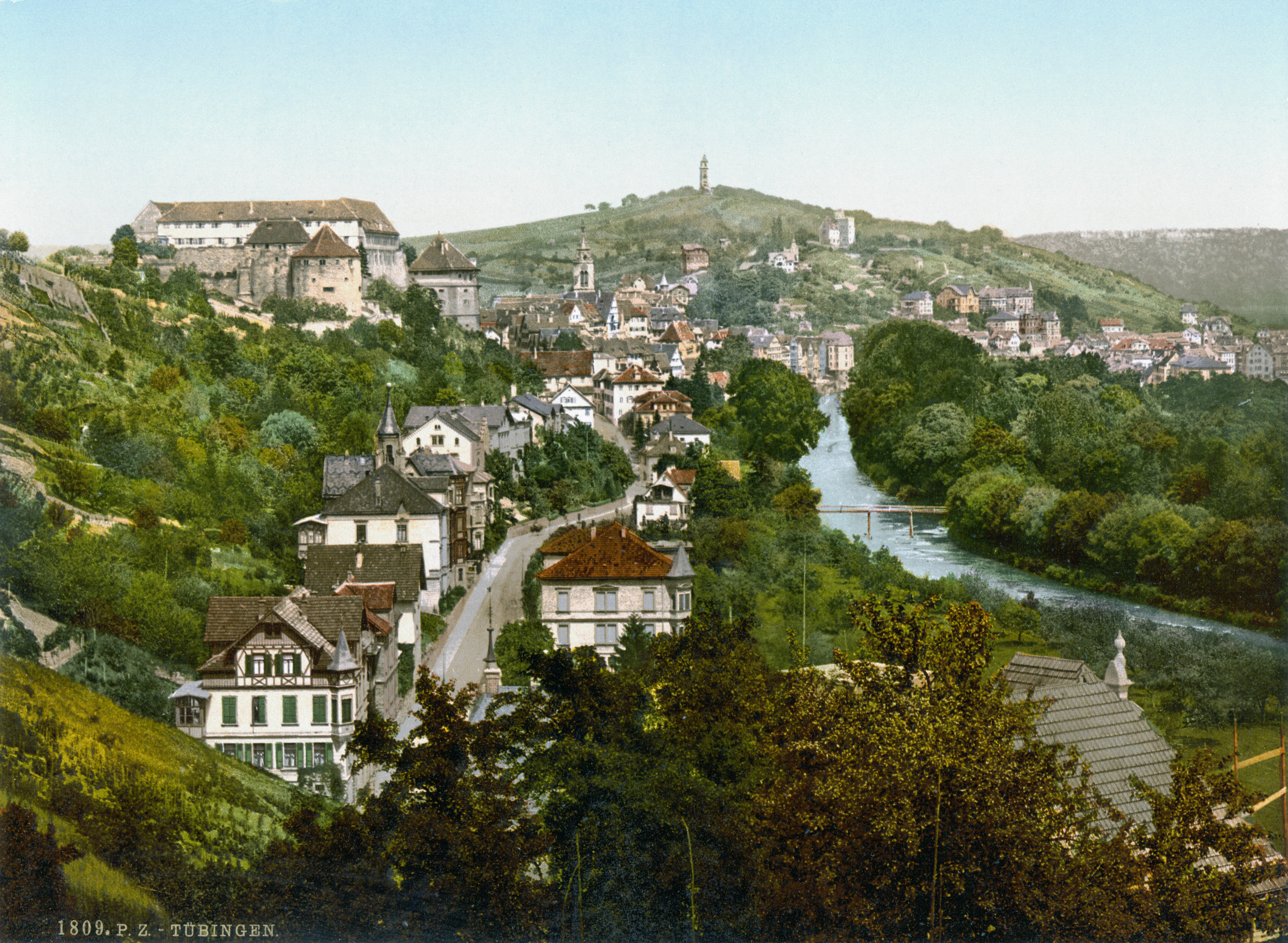
1900年的圖賓根

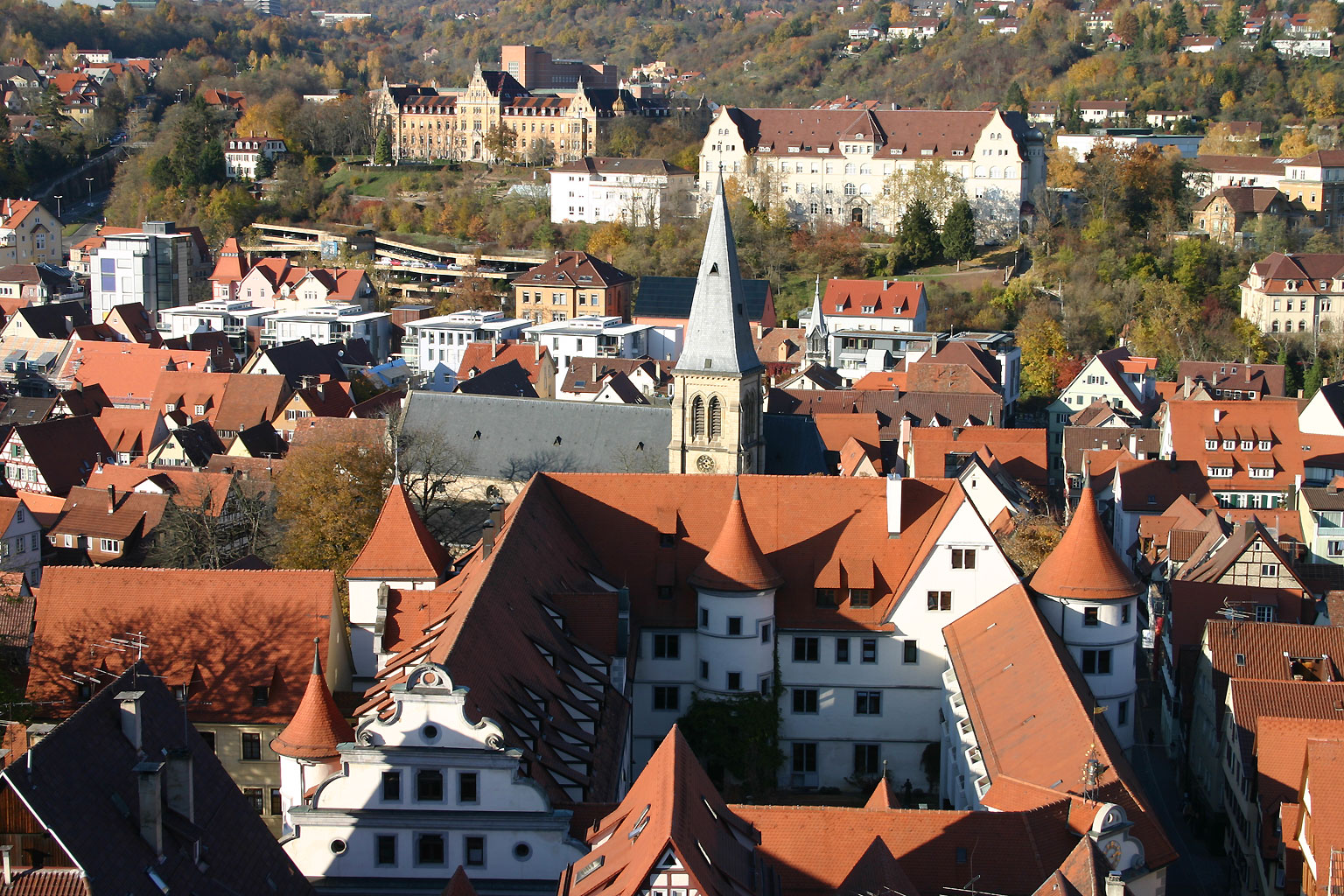
2003年的圖賓根

### 早期历史
圖賓根周边的人类活动至迟出现于马格德林时期。文物工作者在1985年发现了青铜时代的遗迹「魏爾海姆立柱。约公元85年，羅馬帝國开始在圖賓根修建沿内卡河的界牆。1078年，由于神圣罗马帝國皇帝亨利四世的一次战事，霍亨圖賓根城堡第一次出现在史书中。到了大迁徙时期，城市的名字便已确立。它是以建立者Tuwo的名字，附以词尾-ing(en)来表示归属。

### 中世纪时期
1191年，商人们开始将圖賓根作为一处活动的据点。在十一世纪中叶，圖賓根地区成为施瓦本的索伦伯爵的领地。1231年，圖賓根城市法首次出现。1262年，教皇亚历山大四世建立了聖奥古斯都修会。随后方济会也建立了一个修道院。1300年左右，圖賓根有了一所拉丁语学院，也就是现在圖賓根市的乌兰德文理中学（Uhland-Gymnasium Tübingen）。

### 大学城的建立
1476年，由辛德尔芬根迁来了一个教会的慈善团体，这为大学的建立提供了资金和人力的基础。圖賓根大学在随后一年宣告建立。1514年7月8日，符腾堡公国历史上最重要的宪法性文件《圖賓根条约》（Tübinger Vertrag）在此签订，作为这一事件的见证之地，圖賓根在公国内的地位大为提升。伴随着宗教改革，教会对这座城市的控制在1534-1535年间逐渐消失。1535年，內科醫生兼植物學家莱昂哈特·福克斯接受了大學的邀请，前来任教。

## 文化和名胜

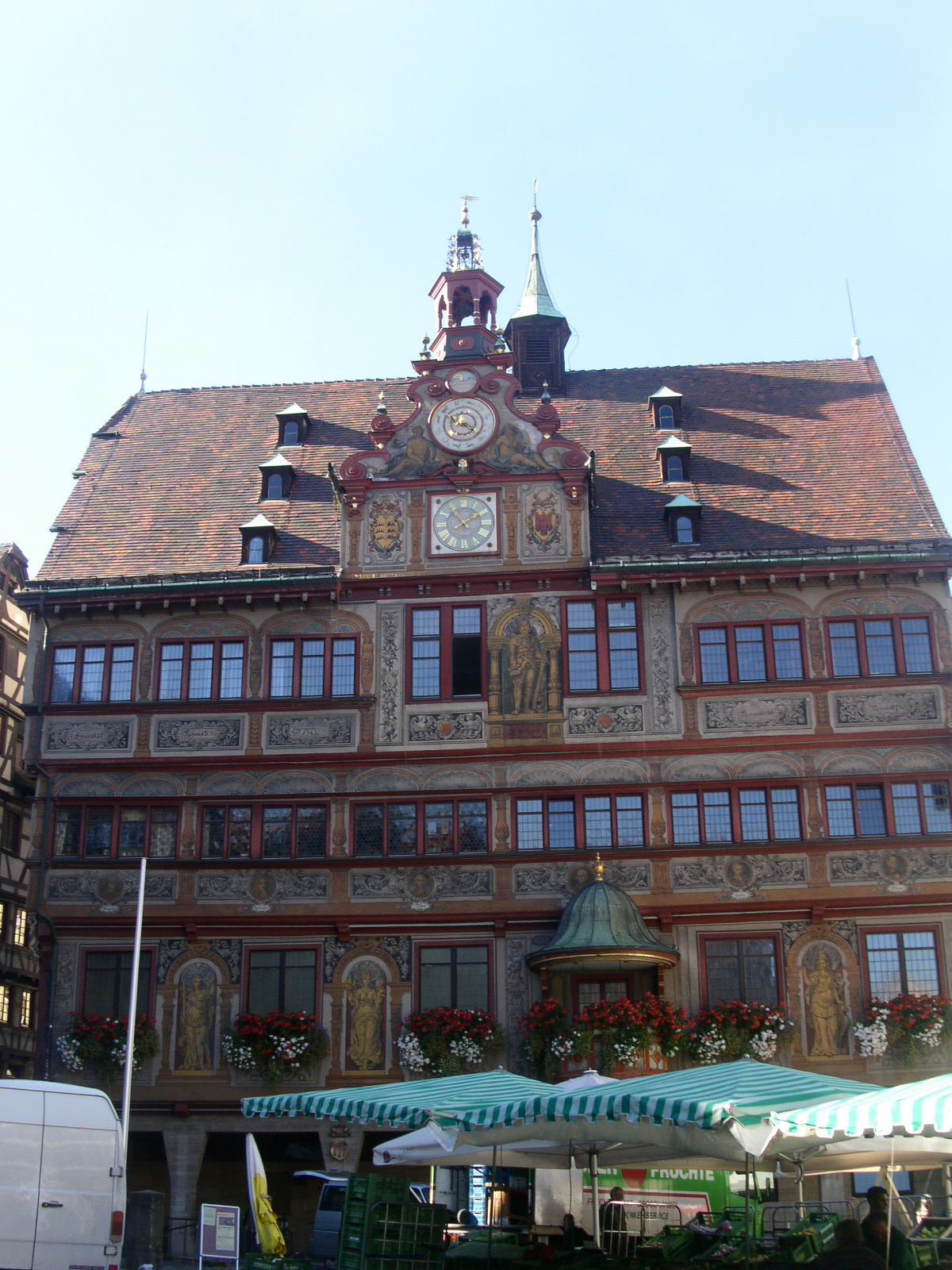
廣場的市集(圖片下方)

### 剧院
- 圖賓根市歌剧院（缩写：LTT）
- 圖賓根Zimmer歌剧院，小剧院位于老城中心

### 博物馆
- 圖賓根美術館（Kunsthalle Tübingen）
- 古代文化博物馆（Museum Alte Kulturen）
- 圖賓根城市博物馆（Stadtmuseum Tübingen）
- 圖賓根 BOXENSTOP 博物馆：汽车以及玩具博物馆

### 建筑物
- 圖賓根市政廳（德语：Rathaus Tübingen）和老城区得到了完整的保存，还有无数作坊和狭窄的小巷
- 聖喬治修道院教堂（Stiftskirche St. Georg）
- 内卡河岸的荷尔德林塔，詩人腓特烈·賀德林故居
- 霍亨圖賓根城堡（德语：Schloss Hohentübingen）
- 圖賓根大學新禮堂（德语：Neue Aula Tübingen），圖賓根大學的主要建築之一，建於1841年，屬於古典主義建築，圖賓根大學法學院位於此。
- 歌德小屋（德语：Goethehäuschen Tübingen），一座八角形的小房子，位於城堡山街（Schlossbergstrasse），詩人歌德曾於1797年9月7日在此留宿。

### 公园
- 位於Auf der Morgenstelle的新植物园（Neuer Botanischer Garten）
- 位於市中心的舊植物園（Alter Botanischer Garten）
- 梧桐樹大道（德语：Platanenallee (Tübingen)），内卡島（英语：Neckarinsel, Tübingen）上的林蔭大道。
- 安拉根湖（德语：Anlagensee）公园，夾在火車總站和內卡河中間的一座人造湖。

### 体育
圖賓根體育俱樂部成立於 1845 年，有羽球、足球等多個部門。圖賓根老虎是一支籃球聯邦聯賽，另外還有棒球隊伍Tübingen Hawks。
2004年10月，歐羅巴大街（Europastraße）成立一座新体育馆，市民可以在一个现代化的露天泳池和两个室内池游泳；在内卡河游泳的相对少些；当然还有在河内划船的。除此之外，圖賓根大学还有一所运动研究中心。

### 定期活动和节日[3]
- （fdf）商品展，三月初
- 五月歌唱節（德语：Maieinsingen），五月一日晚舉行，2009年以來被取消[4]。
- 圖賓根大學划船比赛（德语：Stocherkahnrennen），六月中旬的一个周四
- 夏季狂歡節（Tübinger Sommerfest），六月底至七月初
- 暑期大学（Sommeruniversität），八月初
- 床邊故事活動（Gutenachtgeschichten），八月初
- 翁布里亚－普罗旺斯 市集（Umbrisch-Provenzalischer Markt），九月中旬
- 圖賓根环城长跑, 九月中旬
- 老爺車（RetroMotor）活動，九月第三个周末（已停辦）[5]
- 橡皮小鴨賽跑（英语：Rubber duck race） 十月初
- 圖賓根－司徒加特法國電影節（德语：Französische Filmtage Tübingen-Stuttgart） ，十月中旬[6]
- CineLatino（英语：Cinelatino）西班牙和拉丁美洲電影節（Filmfestival CineLatino），四月至五月[7]
- 圖賓根風箏節（Tübinger Drachenfest），十月第三個週日[8]。
- 爵士樂節以及古典音樂節
- 圖賓根聖誕市集（Tübinger Weihnachtsmarkt）， 将临期中的第三个周末的周五到周日[9]。

### 电影院
- Arsenal电影院
- Atelier电影院
- 蓝色大桥电影院
- 狮子电影院
- 博物馆电影院

## 交通
有两条重要的邦道交汇于圖賓根：
- B 27：沙夫豪森（ 瑞士）－多瑙埃興根－圖賓根－司徒加特－符茲堡－哥廷根
- B 28：斯特拉斯堡（ 法國）－弗罗伊登施塔特－圖賓根－羅伊特林根－乌尔姆

圖賓根火車總站还是以下德鐵路線的枢纽：
- 索倫阿爾布線（德语：Neckar-Alb-Bahn）：司徒加特－普洛兴根－羅伊特林根－圖賓根
- 阿默河谷線（德语：Ammertalbahn）：黑倫貝格－圖賓根
- 文化線（德语：Kulturbahn）：圖賓根－內卡河畔霍爾布
- 索倫阿爾布線（德语：Zollernalbbahn）：圖賓根－西格馬林根－奧倫多夫

## 媒体
- 施瓦本日报 （页面存档备份，存于）, 地方报纸
- Swr西南电台 （页面存档备份，存于），地方电台
- 圖賓根校园之声，圖賓根大学电台
- 荒原之声，圖賓根、鲁特林根自由电台
- RTF1台，圖賓根、鲁特林根电视台

## 教育
蒂宾根大学建立于1477年，是德国最古老的大学之一；該大學擁有一間附設醫院。福音教會符騰堡教區的蒂賓根修道院自1536年已存在。此外，蒂賓根宗教音樂學院於1999年從埃斯林根搬移至此。
圖賓根还有一些由馬克斯·普朗克學會運營的研究機構，例如马克斯·普朗克发育生物学研究所、马克斯·普朗克生物控制學研究所、馬克斯·普朗克智能系統研究所，以及弗雷德里希·米歇尔生物学实验室
圖賓根有17間小學、6間文理中學、1間華德福學校，還有實用專科中學、基礎職業中學、特殊教育學校、職業訓練學校、成人教育學校。

## 名人
- 约翰内斯·开普勒（1571年—1630年），著名的天体物理学家、数学家、哲学家。他首先把力学的概念引进天文学，他还是现代光学的奠基人，制作了著名的开普勒望远镜。他发现了行星运动三大定律，为哥白尼创立的“太阳中心说”提供了最为有力的证据。
- 赫尔曼·黑塞 (1877年—1962年)，詩人、小說家，1946年諾貝爾文學獎得主。1895年—1899年间在圖賓根学图书买卖，学成于一家叫的书店。
- 弗里德里希·荷爾德林 (1770年—1843年)，浪漫派诗人，診斷出思覺失調症之後，長期住在內卡河畔的荷爾德林塔，直到逝世。
- 黑格尔（1770年—1831年），哲学家，年輕時曾在圖賓根大學求學。
- 愛德華·莫里克 (1804年—1875年)，路德會牧師、詩人，曾就讀圖賓根修道院（英语：Tübinger Stift）。
- 愛羅斯·阿茲海默(1864年—1915年)，醫生、精神病學家，曾於圖賓根大學學習醫學，以發現阿尔茨海默氏症聞名。
- 克里斯汀·紐斯林-沃爾哈德 (1942年—), 發育生物学家，圖賓根大學博士，1995年获諾貝爾生理學或醫學獎。
- 霍斯特·克勒（1943年），政治家，曾任德国联邦总统。他曾在圖賓根学习经济学和政治科学，以及在应用经济研究中心作助教工作；2003年起任圖賓根大学副教授。
- 约瑟夫·拉青格（1927年—2022年），即教皇本篤十六世，1966至1969年在圖賓根大学神学院教授天主教教义。
- 成宥利（1981年)，韓國女歌手、演員，生於圖賓根。
- 乔冠华（1913年—1983年），中华人民共和国外交家，於1936年獲圖賓根大学哲学博士学位。